# Municipio de Dent (condado de Woodruff)
El municipio de Dent (en inglés: Dent Township) es un municipio ubicado en el condado de Woodruff en el estado estadounidense de Arkansas. En el año 2010 tenía una población de 256 habitantes y una densidad poblacional de 4,12 personas por km².

## Geografía
El municipio de Dent se encuentra ubicado en las coordenadas 35°13′45″N 91°5′6″O / 35.22917, -91.08500. Según la Oficina del Censo de los Estados Unidos, el municipio tiene una superficie total de 62.14 km², de la cual 61,86 km² corresponden a tierra firme y (0,45 %) 0,28 km² es agua.

## Demografía
Según el censo de 2010, había 256 personas residiendo en el municipio de Dent. La densidad de población era de 4,12 hab./km². De los 256 habitantes, el municipio de Dent estaba compuesto por el 97,27 % blancos, el 0,39 % eran afroamericanos, el 0,39 % eran amerindios y el 1,95 % eran de una mezcla de razas. Del total de la población el 0,39 % eran hispanos o latinos de cualquier raza.